# Kirib
Kirib er en nicobaresisk brydeform, der dyrkes med stor iver af lokalbefolkningen. Vinderen er den person, som kan få modstanderen ned på ryggen.
| Sport | Spire Denne artikel om sport er en spire som bør udbygges. Du er velkommen til at hjælpe Wikipedia ved at udvide den. |

|  | Denne artikel om et emne der relaterer til en personudførbar aktivitet kan blive bedre, hvis der indsættes et (bedre) billede. Du kan hjælpe ved at afsøge Wikimedia Commons for et passende billede eller lægge et op på Wikimedia Commons med en af de tilladte licenser og indsætte det i artiklen. |